# 杨俊良
杨俊良（1930年8月30日—2018年5月5日），女，云南会泽人。中国植物学家，小麦族种质资源学家。四川农业大学作物遗传育种教授。

## 生平
1930年8月30日生。1950年至1952年在华西大学生物系学习，1952年10月至1954年8月在四川大学生物系学习毕业后留校任教。1956年9月转入四川农学院植物教研组任教。1981年5月开始担任四川农业大学植物教研室任副教授、教授。1996年退休。
作为主研人员参与选育的优质小麦品种“繁六”、“繁七”及其姊妹系获得1991年国家技术发明一等奖。
因病医治无效于2018年5月5日14时35分在成都逝世，享年88岁。